# کشتار بیت حانون (۲۰۰۶)
کشتار بیت حانون در سال ۲۰۰۶ به واقعه گلوله باران شهرک فلسطینی بیت حانون در شمال غزه در تاریخ ۸ نوامبر سال ۲۰۰۶ توسط واحدهای زرهی نیروهای دفاعی اسرائیل گفته می‌شود که منجر به کشته شدن ۱۹ غیرنظامی و زخمی‌شدن ۴۰ نفر شد، در پی کشته شدن این افراد تشکیلات خودگردان فلسطینی سه روز عزای عمومی اعلام کرد. اسرائیل می‌گوید کشته شدن ۱۹ غیرنظامی در بیت حانون در نوامبر ۲۰۰۶ اشتباهی بود که در جریان مورد هدف قرار دادن مناطقی که شبه نظامیان فلسطینی از آن استفاده می‌کردند پیش آمد.

## پیش زمینه
برای درک کشتار بیت حانون در سال 2006 ،  نگاهی به تاریخ طولانی بین دو کشور لازم است. واقعیت این وضعیت به اواخر دهه 1800 تا اوایل دهه 1900 برمی گردد،پس از جنگ جهانی اول، زمانی که بریتانیا در سال 1920 مأموریت فلسطین را به عهده گرفت، لازم بود که بریتانیا اعلامیه بالفور را اجرایی کند. این اعلامیه در سال 1917 صادر شد و حمایت از خانه ملی برای یهودیان در کنار اعراب فلسطینی را که اکثریت جمعیت فلسطین را تشکیل می دادند، اعلام کرد. بریتانیا تا سال 1948 بر کشور نظارت داشت و شاهد چندین اعتراض و شورش بین فلسطینیان و جمعیت یهودی بود.در سال 1948، زمانی که بریتانیا از فلسطین خارج شد و راه حل دو کشوری را اعلام کرد، آنچه فلسطینیان آن را «نکبه» یا «فاجعه» می‌نامند، به وقوع پیوست. اسرائیل روستاها را خالی از سکنه کرد و 700000 فلسطینی را آواره کرد، چندین قتل عام مرتکب شد که بیش از 800 غیرنظامی را کشت و فلسطینی ها را از بازگشت به خانه های خود (برای مدتی) منع کرد و به شهرک نشینان یهودی اجازه داد به خانه های فلسطینی ها نقل مکان کنند.از سال 1948، فلسطینیان مجبور به تحمل رژیم ظالمی بوده اند که مردم را در یک زندان در فضای باز نگه داشته است. فهرست بلندبالای جنایاتی که اسرائیل علیه فلسطینی ها مرتکب شده است، آنها را به مقاومت در برابر استعمار و مقابله با آن سوق داده است که ما را به سال 2006 می رساند. پس از چندین حمله راکتی (حماس) به جنوب اسرائیل، ارتش اسرائیل عملیاتی به نام "عملیات ابرهای پاییزی" را در آغاز نوامبر 2006 انجام داد. ارتش اسرائیل برای تعیین موقعیت و توقف حملات موشکی حماس به اسرائیل و پس از شش روز از غزه وارد نوار غزه شد. درگیری های پراکنده در اطراف منطقه مسکونی بیت حانون، ارتش اسرائیل از غزه خارج شد و 53 کشته بر جای گذاشت که 16 نفر از آنها کشته ها غیرنظامی بودند روز بعد، گلوله ها به بیت حانون اصابت کرد و 19 غیرنظامی کشته و 40 نفر دیگر زخمی شدند. 13 نفر از کشته شدگان عضوی از یک خانواده بودند.

## روز حادثه
گلوله‌های تانک رژیم صهیونیستی بامداد روز چهارشنبه، 8 نوامبر 2006 در محله مسکونی بیت حانون در شمال نوار غزه اصابت کرد.طبق گزارش سازمان ملل متحد، ارتش اسرائیل در ساعت 5:35 صبح روز چهارشنبه، شمال غرب بیت حانون را به مدت 30 دقیقه با حدود 12 تا 15 گلوله توپ 155 میلی متری با قابلیت انفجار قوی بمباران کرد. بیشتر قربانیان از خانواده اتهمنا بودند که اکثر آنها زن و کودک بودند. خون روی دیوارها، خانه‌های مجاور، خیابان و اطراف آن جاری بود. بوی گلوله های توپ مصرف شده اسرائیل با خون و گوشت سوخته کودکان و افراد مسن آمیخته شده است. اجساد مجروحان در اثر گلوله باران به شدت مثله شده و زنان و مردان و پیران و کودکان ناله می کردند و می گریستند. آنهایی که زنده ماندند یا دست و پای خود را از دست دادند یا جراحات شدید دیگری متحمل شدند.و ساکنان مجروح به چهار بیمارستان در سراسر نوار غزه منتقل شدند. در آن روز 18 عضو یک خانواده بزرگ از جمله هشت کودک هنگام خواب را کشتند.

## واکنش ها
اسماعیل هنیه نخست وزیر فلسطین (حزب سیاسی حماس) و محمود عباس رئیس جمهور (حزب سیاسی فتح) این حمله را یک قتل عام خواندند و زنان و کودکان را هدف قرار دادند و مدعی شدند که اسرائیل خواهان صلح نیست.
ایهود اولمرت نخست وزیر رژیم صهیونیستی با ارائه کمک های بشردوستانه نسبت به کشته ها و زخمی ها ابراز تاسف کرد.
گروه های حقوق بشر در سراسر جهان این حمله را جنایت جنگی خواندند، در حالی که دانیل کامرون، نماینده سازمان ملل در امور اسرائیل، حماس را مسئول کشتار غیرنظامیان فلسطینی توسط اسرائیل دانست. در همان زمان، ارتش اسرائیل مدعی شد که این حمله یک خطای فنی در سیستم ضد باتری بوده و یک حادثه بوده است.
هنگامی که شورای حقوق بشر سازمان ملل قطعنامه ای را تصویب کرد که خواستار تحقیق در مورد این حمله شد، ارتش اسرائیل از همکاری خودداری کرد. مقامات نظامی و دولتی اسرائیل گفته اند که "متأسف هستند" و نیازی به تحقیق نیست.